# The Way You Love Me (canção de Shanice)
"The Way You Love Me" é uma canção/single da cantora de R&B, Shanice.  Foi o terceiro single lançado do álbum Discovery. Foi composta e produzida por Bryan Loren. Ele alcançou a posição #53 na Billboard R&B.

## Lista das faixas
3" Single em CD versão para o Japão
1. The Way You Love Me (4:14)
2. He's So Cute (3:37)

## Posições em gráficos musicais
| Gráfico                                        | Posições |
| ---------------------------------------------- | -------- |
| EUA Billboard Hot R&B/Hip-Hop Singles & Tracks | 53       |